# Vuelo 604 de Ethiopian Airlines
El vuelo 604 de Ethiopian Airlines fue un vuelo regular Addis Abeba–Bahir Dar–Asmara, que se incendió tras un aterrizaje sobre la panza en el aeropuerto de Bahir Dar, Bahir Dar, Etiopía, el 15 de septiembre de 1988.

## Aeronave
El avión implicado en el accidente fue un Boeing 737-260, registro ET-AJA, entregado directo de fábrica a Ethiopian Airlines. En el momento del accidente el avión contaba con menos de un año de antigüedad.

## Descripción del accidente
El 15 de septiembre de 1988, el avión estaba efectuando la segunda etapa del vuelo regular doméstico de pasajeros Addis Abeba–Bahir Dar–Asmara con 104 ocupantes a bordo, de los cuales 98 fueron pasajeros. Ambos motores del avión ingirieron una bandada de palomas de Guinea cuando despegaba del aeropuerto de Bahir Dar, provocando el posterior recalentamiento de estos. Uno de los motores perdió empuje de inmediato, mientras que el otro sufrió el mismo problema durante el regreso de emergencia al aeropuerto de salida. Durante el aterrizaje con el tren subido, el avión comenzó a arder.
Existe cierta discrepancia sobre el número de muertos según la fuente consultada, pudiendo ser este número de 35, o 31. La discrepancia viene del hecho de que cuatro cuerpos no pudieron ser recuperados. Todos los muertos eran pasajeros.